# Анджело де Мартіні
Анджело де Мартіні (італ. Angelo De Martini, 24 січня 1897 — 17 серпня 1979) — італійський велогонщик.
Олімпійський чемпіон 1924 року в командній гонці переслідування.